# Sebastián Cristóforo
Sebastián Carlos Cristóforo Pepe, né le 23 août 1993 à Montevideo, est un footballeur international uruguayen, évoluant comme milieu de terrain axial à la SD Eibar, en prêt de l'ACF Fiorentina.

## Carrière en club
Cristóforo est formé au CA Peñarol, où il est promu en équipe première en mai 2011, sous la direction de Diego Aguirre, en Copa Libertadores. Il fait ses débuts professionnels le 29 mai face à Central Español (2-2).
Il inscrit son premier but le 29 février 2012 face à Bella Vista (4-1). Il devient rapidement un titulaire à part entière, et remporte ainsi le championnat d'Uruguay en 2012-2013.
Le 11 août 2013 Cristóforo est transféré au Séville FC, en Espagne, avec lequel il signe un contrat de cinq ans. Il fait ses débuts en Liga le 14 septembre face au FC Barcelone (2-3). Cristóforo ne dispute cependant qu'douze matchs dans la saison, du fait notamment d'une grave blessure au genou en mars 2014. Il ne joue que deux matchs en championnat en 2014-2015, et voit son club remporter la Ligue Europa en 2014 et 2015, sans participer aux finales.
Après un prêt à la Fiorentina en 2016-2017, il signe officiellement avec le club italien pour la saison suivante.

## Carrière internationale
Cristóforo dispute avec l'équipe d'Uruguay des moins de 20 ans la Coupe du monde 2013 organisée en Turquie. Il dispute en tant que titulaire la finale face à la France, perdue aux tirs au but.

## Palmarès
- Ligue Europa 2016